# من این را دوست دارم
من این را دوست دارم (به هندی: Main Aisa Hi Hoon) فیلمی محصول سال ۲۰۰۵ و به کارگردانی هری باوجا است. در این فیلم بازیگرانی همچون اجی دیوگن، سوشمیتا سن، ایشا دئول، انوپم کهیر، آنجان سیرواستاو، لیلیت دوبی ایفای نقش کرده‌اند.